# Дейр-Фул
Дейр-Фул (араб. دير فول‎, также Дерфул, Дейр-Фуль) — село на севере Сирии, часть провинции Хомс, расположено севернее города Хомс. На момент 2004 года население составляло 1,614 человек. Населено потомками дагестанских мухаджиров (переселенцев), из-за чего село часто называют «Кучук-Дагестан» — «малый Дагестан», а также «сирийским Дагестаном» (араб. داغستان السورية‎).

## География
Соседние населённые пункты включают Эр-Растан на западе, Эз-Зафарания на юго-западе, Эль-Миширфех и Айн-эн-Нисер на юге, Даниба и Хунайфис на востоке, Изз-эд-Дин на северо-востоке и Гор-эль-Асси на северо-западе.
Расположено в районе Растан, в 25 км к северо-востоку от города Хомс, в одноименной провинции.

## Население
По данным переписи 1935 года, в селе проживало 160 дагестанских семей. По последним данным — в Дейр-Фуле более 250 семей, большинство из которых — дагестанцы.
Из-за населения село получило название «сирийский Дагестан» (араб. داغستان السورية‎), другие же считают его «сирийским Кавказом» в результате смешанных браков между Дейр-Фульцев и жетилей соседних черкесских селений.

## История
Селение ныне известно как Дейр-Фул, хотя в прошлом оно называлось Дейр-Фур — «четвертый монастырь» в переводе с арабского.
Село было основано крестоносцами, но было заброшенно. Вновь освоено было в 1878—1880 годах после восстания в Дагестане 1877 года кумыкскими переселенцами (мухаджирами) из Дагестана, из сёл Утамыш, Башлы, Карабудахкент. Впоследствии к кумыкам присоединились и другие народности Дагестана. Кумыки из села Костек, аварцы из сёл Гоцатль, Салта, Чох, Хунзах, Акнада, лакцы из сёл Кумух, Кая, Багикла, Чара, даргинцы из Цудахара, Хаджалмахи, Мекеги, Муги, Урахи, Губдена, Акуши, Кадара, дагестанские тюрки из Гимейди и Уллу-Теркеме.
С самого начала своего существования Дейр-Фуль подвергался нападениям враждебных окружающих племён.
Раньше дагестанцы жили в селениях:
- Мальта, Хафие, Джисин, Айдун, к востоку от города Хомс;
- Аль-Наэм, Дувайер, Хархер, к западу от Хомса;
- Дейр-Шамиль в равнине Аль-Габ
- Дейр-Фуль в районе Тальбисе.

Много лет назад восемь деревень были покинуты дагестанцами, большинство из них переселилось в крупные города, а другие переселились в Дейр-Фул.
Во время Первой мировой войны большинство молодёжи насильно мобилизовали турецкие власти на войну в местность Чина-Кала, никто, кроме одного человека не вернулся.
В селе построили первую школу и мечеть благодаря просветителю Халафа ал-Дагестани.
Население занималось земледелием, животноводством, пчеловодством, различными ремёслами, в основном производством оружия.
Ранее большинство населения знало родные языки, однако в 50-х годах XX века подавляющее большинство жителей были вынуждены перебраться в города Дамаск, Хомс, Хама, Халеб, где подверглись сильной ассимиляции среди арабов.
В 1983 году известный дагестанский поэт Расул Гамзатов прибыл с визитом в Сирию, встретился со многими деятелями и посетил некоторые районы Сирии, в том числе и Дейр-Фул. Жители устроили праздничный приём, поставили для него чаши арака и праздничный стол, а также провели исторический вечер.
Потомком переселенцев-даргинцев из Акушинского района является общественный деятель Шафи Акушали. Известный в Сирии режиссёр Мухаммед Бадрахан — потомок кумыков из Утамыша. Багавудин Абдель-Рахман Дагестани — бригадный генерал, военный летчик, участник арабо-израильских войн 1967 и 1973 годов, аварец по национальности.
В селе происходили различные военные действия в ходе гражданской войны, в том числе бомбардировка российскими ВВС.
Ныне является единственным дагестанским селом в Сирии.